# Patrick Willis
Patrick L. Willis (* 25. Januar 1985 in Bruceton, Tennessee) ist ein ehemaliger US-amerikanischer American-Football-Spieler auf der Position des Linebackers. Er spielte bis zum 10. März 2015 bei den San Francisco 49ers in der National Football League (NFL).
Patrick Willis wurde im NFL Draft 2007 in der ersten Runde als elfter Spieler von den San Francisco 49ers ausgewählt. Er spielt auf der Inside Linebacker Position und stellte in seiner ersten Saison einen (inoffiziellen) Rekord für die meisten Tackles in der Regular Season der NFL auf. Für diese außergewöhnlichen Leistungen wurde er zum Defensive Rookie of the Year und in den Pro Bowl gewählt.
Die Nummer 52 hat Patrick Willis aufgrund seines Vorbilds Ray Lewis von den Baltimore Ravens gewählt.
Am 10. März 2015 erklärte Willis seinen Rücktritt aus der NFL und begründete dies mit einer langwierigen Zehenverletzung.